# Морейра-де-Рей
Морейра-де-Рей (порт. Moreira de Rei)  —  район (фрегезия) в Португалии,  входит в округ Гуарда. Является составной частью муниципалитета  Транкозу. По старому административному делению входил в провинцию Бейра-Алта. Входит в экономико-статистический  субрегион Бейра-Интериор-Норте, который входит в Центральный регион. Население составляет 673 человека на 2001 год. Занимает площадь 34,40 км².
Покровителем района считается Дева Мария (порт. Santa Maria). 